# Mistrzostwa Ameryki U-16 w Koszykówce Mężczyzn 2017
Mistrzostwa Ameryki U-16 w Koszykówce Mężczyzn 2017 – 5. edycja mistrzostw Ameryki rozgrywanych w Formosie w hali Estadio Cincuentenario.

## System rozgrywek
Mistrzostwa organizowane są w dwóch fazach. W fazie grupowej osiem reprezentacji zostają podzielone na dwie grupy po cztery zespoły. Rywalizacja w grupach toczy się systemem kołowym przez trzy dni. Po dwie najlepsze z każdej grupy awansują do kolejnej fazy, która rozegrana zostanie systemem pucharowym, gdzie zwycięzca pierwszej grupy zagra z drużyną, która zajęła drugie miejsce w drugiej grupie, natomiast zwycięzca drugiej grupy zagra z drugą drużyną pierwszej grupy. Zwycięzcy półfinałów awansują do finału, a przegrani zagrają w meczu o trzecie miejsce. Na tej samej zasadzie odbędzie się walka o 5. miejsce, tylko że o dalsze pozycje.

## Faza grupowa

### Grupa A
| Poz | Reprezentacja  | Pkt | M | Z | P | Punkty  | Pkt+/- |
| --- | -------------- | --- | - | - | - | ------- | ------ |
| 1.  | Kanada U-16    | 6   | 3 | 3 | 0 | 234:175 | +59    |
| 2.  | Argentyna U-16 | 5   | 3 | 2 | 1 | 178:166 | +12    |
| 3.  | Paragwaj U-16  | 4   | 3 | 1 | 2 | 193:214 | –21    |
| 4.  | Wenezuela U-16 | 3   | 3 | 0 | 3 | 146:196 | –50    |

| 14 czerwca 201714:00 UTC-03:00 19:00 CET | Wenezuela U-16                          | 64:70(15:14, 16:15, 14:15, 19:26) | Paragwaj U-16                             | Estadio Cincuentenario, Formosa Sędzia: Gonzalo Salgueiro, Vivian Elizabeth Garcia Otermin, Jonathan Sterling |
| 14 czerwca 201714:00 UTC-03:00 19:00 CET | Alhan Diaz 15 pkt Andres Marrero 15 pkt | 64:70(15:14, 16:15, 14:15, 19:26) | Matheus Blaich 16 pkt José Barreto 16 pkt | Estadio Cincuentenario, Formosa Sędzia: Gonzalo Salgueiro, Vivian Elizabeth Garcia Otermin, Jonathan Sterling |

| 14 czerwca 201721:00 UTC-03:00 2:00 CET | Kanada U-16             | 75:61(22:12, 21:14, 12:14, 20:21) | Argentyna U-16        | Estadio Cincuentenario, Formosa Sędzia: Jesed Díaz, Omar Bermúdez Mariscal, Natalia Cuello Cuello |
| 14 czerwca 201721:00 UTC-03:00 2:00 CET | Cashius McNeilly 22 pkt | 75:61(22:12, 21:14, 12:14, 20:21) | Gastón Bertona 21 pkt | Estadio Cincuentenario, Formosa Sędzia: Jesed Díaz, Omar Bermúdez Mariscal, Natalia Cuello Cuello |

| 15 czerwca 201716:30 UTC-03:00 21:30 CET | Paragwaj U-16                                  | 71:79(12:21, 14:19, 25:20, 20:19) | Kanada U-16                | Estadio Cincuentenario, Formosa Sędzia: Jesed Díaz, Omar Bermúdez Mariscal, Jonathan Sterling |
| 15 czerwca 201716:30 UTC-03:00 21:30 CET | Sebastián Galarza 12 pkt Matheus Blaich 12 pkt | 71:79(12:21, 14:19, 25:20, 20:19) | Shemar Rathan-Mayes 21 pkt | Estadio Cincuentenario, Formosa Sędzia: Jesed Díaz, Omar Bermúdez Mariscal, Jonathan Sterling |

| 15 czerwca 201721:00 UTC-03:00 2:00 CET | Argentyna U-16        | 46:39(16:11, 8:6, 12:12, 10:10) | Wenezuela U-16         | Estadio Cincuentenario, Formosa Sędzia: Natalia Cuello Cuello, Sebastián Negrón, Gonzalo Salgueiro |
| 15 czerwca 201721:00 UTC-03:00 2:00 CET | Gastón Bertona 15 pkt | 46:39(16:11, 8:6, 12:12, 10:10) | Enderson Alcala 11 pkt | Estadio Cincuentenario, Formosa Sędzia: Natalia Cuello Cuello, Sebastián Negrón, Gonzalo Salgueiro |

| 16 czerwca 201718:45 UTC-03:00 23:45 CET | Kanada U-16       | 80:43(23:7, 18:12, 22:15, 17:9) | Wenezuela U-16        | Estadio Cincuentenario, Formosa Sędzia: Jonathan Sterling, Omar Bermúdez Mariscal, Natalia Cuello Cuello |
| 16 czerwca 201718:45 UTC-03:00 23:45 CET | Taryn Todd 13 pkt | 80:43(23:7, 18:12, 22:15, 17:9) | Andres Marrero 12 pkt | Estadio Cincuentenario, Formosa Sędzia: Jonathan Sterling, Omar Bermúdez Mariscal, Natalia Cuello Cuello |

| 16 czerwca 201721:00 UTC-03:00 2:00 CET | Paragwaj U-16       | 52:71(18:11, 12:13, 12:21, 10:26) | Argentyna U-16           | Estadio Cincuentenario, Formosa Sędzia: Jesed Díaz, Carlos Peralta, Gonzalo Salgueiro |
| 16 czerwca 201721:00 UTC-03:00 2:00 CET | José Barreto 20 pkt | 52:71(18:11, 12:13, 12:21, 10:26) | Bautista Lugarini 17 pkt | Estadio Cincuentenario, Formosa Sędzia: Jesed Díaz, Carlos Peralta, Gonzalo Salgueiro |

### Grupa B
| Poz | Reprezentacja          | Pkt | M | Z | P | Punkty  | Pkt+/- |
| --- | ---------------------- | --- | - | - | - | ------- | ------ |
| 1.  | Stany Zjednoczone U-16 | 6   | 3 | 3 | 0 | 331:166 | +165   |
| 2.  | Portoryko U-16         | 5   | 3 | 2 | 1 | 244:266 | –22    |
| 3.  | Dominikana U-16        | 4   | 3 | 1 | 2 | 219:233 | –14    |
| 4.  | Meksyk U-16            | 3   | 3 | 0 | 3 | 165:294 | –129   |

| 14 czerwca 201716:15 UTC-03:00 21:15 CET | Stany Zjednoczone U-16 | 110:69(24:11, 24:24, 31:18, 31:16) | Portoryko U-16    | Estadio Cincuentenario, Formosa Sędzia: Daniel García, Carlos Peralta, Micaela Ayelen Prado |
| 14 czerwca 201716:15 UTC-03:00 21:15 CET | Vernon Carey 17 pkt    | 110:69(24:11, 24:24, 31:18, 31:16) | Luis Rolón 18 pkt | Estadio Cincuentenario, Formosa Sędzia: Daniel García, Carlos Peralta, Micaela Ayelen Prado |

| 14 czerwca 201718:30 UTC-03:00 23:30 CET | Meksyk U-16      | 45:86(9:28, 14:19, 7:19, 15:20) | Dominikana U-16    | Estadio Cincuentenario, Formosa Sędzia: Sebastián Negrón, Virginia Soledad Peruchini, Michael Reed Scott |
| 14 czerwca 201718:30 UTC-03:00 23:30 CET | Iván Cruz 12 pkt | 45:86(9:28, 14:19, 7:19, 15:20) | David Jones 22 pkt | Estadio Cincuentenario, Formosa Sędzia: Sebastián Negrón, Virginia Soledad Peruchini, Michael Reed Scott |

| 15 czerwca 201714:15 UTC-03:00 19:15 CET | Portoryko U-16     | 81:68(21:18, 21:13, 20:14, 19:23) | Meksyk U-16      | Estadio Cincuentenario, Formosa Sędzia: Daniel García, Vivian Elizabeth Garcia Otermin, Virginia Soledad Peruchini |
| 15 czerwca 201714:15 UTC-03:00 19:15 CET | Victor Rosa 14 pkt | 81:68(21:18, 21:13, 20:14, 19:23) | Iván Cruz 18 pkt | Estadio Cincuentenario, Formosa Sędzia: Daniel García, Vivian Elizabeth Garcia Otermin, Virginia Soledad Peruchini |

| 15 czerwca 201718:45 UTC-03:00 23:45 CET | Dominikana U-16            | 45:94(13:19, 9:27, 9:21, 14:27) | Stany Zjednoczone U-16 | Estadio Cincuentenario, Formosa Sędzia: Carlos Peralta, Micaela Ayelen Prado, Michael Reed Scott |
| 15 czerwca 201718:45 UTC-03:00 23:45 CET | Anfernee De La Rosa 15 pkt | 45:94(13:19, 9:27, 9:21, 14:27) | James Wiseman 15 pkt   | Estadio Cincuentenario, Formosa Sędzia: Carlos Peralta, Micaela Ayelen Prado, Michael Reed Scott |

| 16 czerwca 201714:15 UTC-03:00 19:15 CET | Stany Zjednoczone U-16 | 127:52(30:15, 40:5, 31:23, 26:9) | Meksyk U-16           | Estadio Cincuentenario, Formosa Sędzia: Sebastián Negrón, Vivian Elizabeth Garcia Otermin, Michael Reed Scott |
| 16 czerwca 201714:15 UTC-03:00 19:15 CET | Zion Harmon 17 pkt     | 127:52(30:15, 40:5, 31:23, 26:9) | Gibrán Avelino 20 pkt | Estadio Cincuentenario, Formosa Sędzia: Sebastián Negrón, Vivian Elizabeth Garcia Otermin, Michael Reed Scott |

| 16 czerwca 201716:30 UTC-03:00 21:30 CET | Dominikana U-16    | 88:94(23:18, 17:25, 22:26, 26:25) | Portoryko U-16       | Estadio Cincuentenario, Formosa Sędzia: Daniel García, Virginia Soledad Peruchini, Micaela Ayelen Prado |
| 16 czerwca 201716:30 UTC-03:00 21:30 CET | David Jones 34 pkt | 88:94(23:18, 17:25, 22:26, 26:25) | Andre Curbelo 26 pkt | Estadio Cincuentenario, Formosa Sędzia: Daniel García, Virginia Soledad Peruchini, Micaela Ayelen Prado |

## Turniej o 5. miejsce
|  | Półfinały       | Półfinały       |    |               | o 5. miejsce   | o 5. miejsce |  |
|  |                 |                 |    |               |                |              |  |
|  | 17 czerwca      |                 |    |               |                |              |  |
|  | Paragwaj U-16   | 60              |    |               |                |              |  |
|  | Meksyk U-16     | 71              |    |               |                |              |  |
|  |                 |                 |    |               |                |              |  |
|  |                 |                 |    |               | 18 czerwca     |              |  |
|  |                 |                 |    |               | Meksyk U-16    | 51           |  |
|  |                 | Dominikana U-16 | 71 |               |                |              |  |
|  |                 |                 |    |               |                |              |  |
|  |                 |                 |    |               |                |              |  |
|  |                 |                 |    |               | o 7. miejsce   |              |  |
|  | 17 czerwca      | 17 czerwca      |    | 18 czerwca    | 18 czerwca     |              |  |
|  | Dominikana U-16 | 71              |    | Paragwaj U-16 | 49             |              |  |
|  | Wenezuela U-16  | 57              |    |               | Wenezuela U-16 | 53           |  |

### Półfinały
| 17 czerwca 201714:15 UTC-03:00 19:15 CET | Dominikana U-16    | 71:57(14:11, 17:7, 10:16, 30:23) | Wenezuela U-16       | Estadio Cincuentenario, Formosa Sędzia: Jesed Díaz, Vivian Elizabeth Garcia Otermin, Micaela Ayelen Prado |
| 17 czerwca 201714:15 UTC-03:00 19:15 CET | David Jones 14 pkt | 71:57(14:11, 17:7, 10:16, 30:23) | Kevin Ramírez 15 pkt | Estadio Cincuentenario, Formosa Sędzia: Jesed Díaz, Vivian Elizabeth Garcia Otermin, Micaela Ayelen Prado |

| 17 czerwca 201716:30 UTC-03:00 21:30 CET | Paragwaj U-16        | 60:71(16:13, 9:18, 18:15, 17:25) | Meksyk U-16           | Estadio Cincuentenario, Formosa Sędzia: Jonathan Sterling, Virginia Soledad Peruchini, Michael Reed Scott |
| 17 czerwca 201716:30 UTC-03:00 21:30 CET | Fabricio Ruiz 13 pkt | 60:71(16:13, 9:18, 18:15, 17:25) | Gibrán Avelino 19 pkt | Estadio Cincuentenario, Formosa Sędzia: Jonathan Sterling, Virginia Soledad Peruchini, Michael Reed Scott |

### Mecz o 7. miejsce
| 18 czerwca 201714:15 UTC-03:00 19:15 CET | Paragwaj U-16       | 49:53(11:6, 17:15, 17:16, 4:16) | Wenezuela U-16         | Estadio Cincuentenario, Formosa Sędzia: Natalia Cuello Cuello, Vivian Elizabeth Garcia Otermin, Virginia Soledad Peruchini |
| 18 czerwca 201714:15 UTC-03:00 19:15 CET | José Barreto 20 pkt | 49:53(11:6, 17:15, 17:16, 4:16) | Enderson Alcala 18 pkt | Estadio Cincuentenario, Formosa Sędzia: Natalia Cuello Cuello, Vivian Elizabeth Garcia Otermin, Virginia Soledad Peruchini |

### Mecz o 5. miejsce
| 18 czerwca 201716:30 UTC-03:00 21:30 CET | Meksyk U-16      | 51:71(8:19, 16:18, 12:17, 15:17) | Dominikana U-16    | Estadio Cincuentenario, Formosa Sędzia: Jesed Díaz, Gonzalo Salgueiro, Jonathan Sterling |
| 18 czerwca 201716:30 UTC-03:00 21:30 CET | Iván Cruz 17 pkt | 51:71(8:19, 16:18, 12:17, 15:17) | David Jones 22 pkt | Estadio Cincuentenario, Formosa Sędzia: Jesed Díaz, Gonzalo Salgueiro, Jonathan Sterling |

## Faza pucharowa
|  | Półfinały              | Półfinały              |     |                | Finał          | Finał |  |
|  |                        |                        |     |                |                |       |  |
|  | 17 czerwca             |                        |     |                |                |       |  |
|  | Kanada U-16            | 81                     |     |                |                |       |  |
|  | Portoryko U-16         | 66                     |     |                |                |       |  |
|  |                        |                        |     |                |                |       |  |
|  |                        |                        |     |                | 18 czerwca     |       |  |
|  |                        |                        |     |                | Kanada U-16    | 60    |  |
|  |                        | Stany Zjednoczone U-16 | 111 |                |                |       |  |
|  |                        |                        |     |                |                |       |  |
|  |                        |                        |     |                |                |       |  |
|  |                        |                        |     |                | o 3. miejsce   |       |  |
|  | 17 czerwca             | 17 czerwca             |     | 18 czerwca     | 18 czerwca     |       |  |
|  | Stany Zjednoczone U-16 | 121                    |     | Portoryko U-16 | 78             |       |  |
|  | Argentyna U-16         | 49                     |     |                | Argentyna U-16 | 67    |  |

### Półfinały
| 17 czerwca 201718:45 UTC-03:00 23:45 CET | Kanada U-16             | 81:66(17:12, 29:17, 18:21, 17:16) | Portoryko U-16       | Estadio Cincuentenario, Formosa Sędzia: Daniel García, Omar Bermúdez Mariscal, Natalia Cuello Cuello |
| 17 czerwca 201718:45 UTC-03:00 23:45 CET | Cashius McNeilly 23 pkt | 81:66(17:12, 29:17, 18:21, 17:16) | Andre Curbelo 27 pkt | Estadio Cincuentenario, Formosa Sędzia: Daniel García, Omar Bermúdez Mariscal, Natalia Cuello Cuello |

| 17 czerwca 201721:00 UTC-03:00 2:00 CET | Stany Zjednoczone U-16 | 121:49(30:9, 41:12, 18:11, 32:17) | Argentyna U-16           | Estadio Cincuentenario, Formosa Sędzia: Carlos Peralta, Sebastián Negrón, Gonzalo Salgueiro |
| 17 czerwca 201721:00 UTC-03:00 2:00 CET | Scott Barnes 20 pkt    | 121:49(30:9, 41:12, 18:11, 32:17) | Bautista Lugarini 15 pkt | Estadio Cincuentenario, Formosa Sędzia: Carlos Peralta, Sebastián Negrón, Gonzalo Salgueiro |

### Mecz o 3. miejsce
| 18 czerwca 201718:45 UTC-03:00 23:45 CET | Portoryko U-16       | 78:67(26:16, 18:12, 18:22, 16:17) | Argentyna U-16           | Estadio Cincuentenario, Formosa Sędzia: Sebastián Negrón, Omar Bermúdez Mariscal, Michael Reed Scott |
| 18 czerwca 201718:45 UTC-03:00 23:45 CET | Andre Curbelo 23 pkt | 78:67(26:16, 18:12, 18:22, 16:17) | Bautista Lugarini 18 pkt | Estadio Cincuentenario, Formosa Sędzia: Sebastián Negrón, Omar Bermúdez Mariscal, Michael Reed Scott |

### Finał
| 18 czerwca 201721:00 UTC-03:00 2:00 CET | Kanada U-16        | 60:111(16:26, 8:23, 12:33, 24:29) | Stany Zjednoczone U-16 | Estadio Cincuentenario, Formosa Sędzia: Daniel García, Carlos Peralta, Micaela Ayelen Prado |
| 18 czerwca 201721:00 UTC-03:00 2:00 CET | Luka Sakota 17 pkt | 60:111(16:26, 8:23, 12:33, 24:29) | Vernon Carey 19 pkt    | Estadio Cincuentenario, Formosa Sędzia: Daniel García, Carlos Peralta, Micaela Ayelen Prado |

## Końcowa klasyfikacja
| Miejsce | Reprezentacja          |
| ------- | ---------------------- |
|         | Stany Zjednoczone U-16 |
|         | Kanada U-16            |
|         | Portoryko U-16         |
| 4.      | Argentyna U-16         |
| 5.      | Dominikana U-16        |
| 6.      | Meksyk U-16            |
| 7.      | Wenezuela U-16         |
| 8.      | Paragwaj U-16          |